# Ludolph van Ceulen
Ludolph van Ceulen (n. 28 ianuarie 1540 la Hildesheim - d. 31 decembrie 1610 la Leyden) a fost un matematician neerlandez de origine germană.
Provenea dintr-o familie modestă, lipsită de mijloace materiale, fără posibilități de a studia.
Numele Ceulen (Keulen = Köln) l-a folosit pentru că avea originea din Köln.

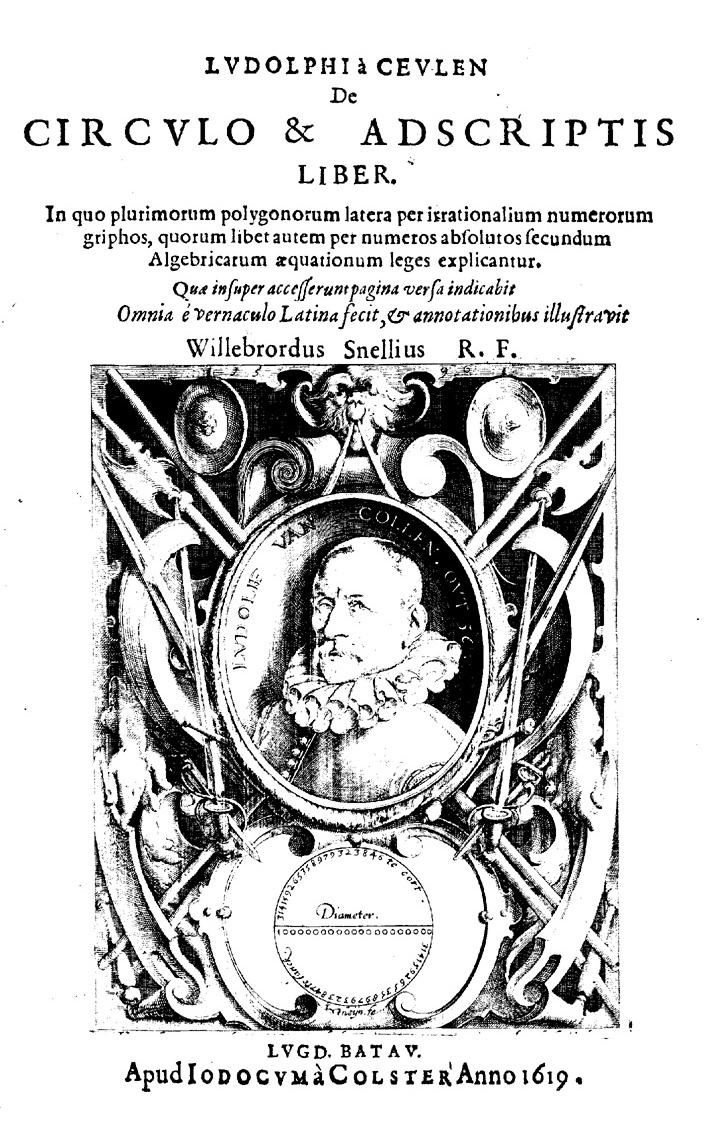
De circulo & adscriptis liber (1619)

A fost cel mai celebru specialist în calcule din epoca sa, deși nu a fost matematician de profesie.
Rezolva probleme de matematică și aritmetică comercială pe care i le solicitau negustorii.
A verificat calculele lui van Eycke privind cuadratura cercului.
Între 1556 - 1596, la propunerea lui Adriaan van Roomen a calculat valoarea lui π cu 20 zecimale exacte, apoi cu 35 de zecimale, corespunzător poligonului regulat cu 60.229 laturi.
A devenit atât de faimos, încât a fost invitat ca profesor de matematică la Școala de Geniu din Leyden, apoi la Livland Antwerp și Delft.

## Scrieri
- 1596: Van der cirkel
- 1596: De Arithmetische Fundamenten.

Ambele lucrări au fost traduse de Willebrord Snellius din olandeză în latină.
1. ↑  Complete Dictionary of Scientific Biography[*] Verificați valoarea |titlelink= (ajutor)
2. ↑  MacTutor History of Mathematics archive
3. ↑  The Galileo Project
4. ↑  „Ludolph van Ceulen”, Gemeinsame Normdatei, accesat în 13 decembrie 2014
5. ↑  Ludolph van Ceulen (în neerlandeză), Biografisch Portaal
6. ↑  MacTutor History of Mathematics archive, accesat în 22 august 2017
7. ↑  Ludolf Ceulen, Brockhaus Enzyklopädie, accesat în 9 octombrie 2017
8. 1 2  Leidse Hoogleraren, accesat în 19 iunie 2019
9. ↑  Czech National Authority Database, accesat în 29 ianuarie 2023
10. ↑  Find a Grave
11. ↑  „Ludolph van Ceulen”, Gemeinsame Normdatei, accesat în 30 martie 2015
12. 1 2  Czech National Authority Database, accesat în 1 martie 2022
13. ↑  IdRef, accesat în 5 martie 2020